# Nicolas Sarkozy
Nicolas Paul Stéphane Sarközy de Nagy-Bocsa, meestal Sarkozy geschreven (spreek uit als [nikɔla saʁkɔˈzi] uitspraakⓘ; Parijs, 28 januari 1955) is een Frans politicus en de 23e president van Frankrijk van 2007 tot 2012. Hij was lid van de UDR, RPR, UMP en sinds 2015 van LR, een partij die hij oprichtte.

## Levensloop
Sarkozy werd geboren als zoon van een Hongaarse immigrant, Pál Sárközy Nagybócsai, en een Franse moeder, Andrée Mallah. Zijn vaders familie behoorde tot de lage adel van Oostenrijk-Hongarije en bezat landerijen en een klein kasteel in Alattyán, nabij Szolnok. Nadat het Rode Leger in 1944 Hongarije binnen was gevallen, ontvluchtte het gezin van zijn vader het land. Na afloop van de oorlog keerden zij terug, maar hun bezittingen waren in het inmiddels communistische Hongarije geconfisqueerd. Nicolas' grootvader stierf niet lang daarna. Pál Sárközy vestigde zich in Parijs en trouwde met de Française Andrée Mallah. Haar vader was een uit Griekenland afkomstige Sefardische Jood die zich tot het katholicisme had bekeerd. Zij kregen een aantal kinderen, onder wie Nicolas.
Nicolas groeide in het 17e arrondissement op, waar hij naar de Cours Saint-Louis de Monceau ging, een katholieke privéschool voor lager en middelbaar onderwijs. Hierna studeerde hij aan de Université Paris X Nanterre, waar hij in 1978 is afgestudeerd, en aan het Institut d'Études Politiques de Paris, maar die studie maakte hij niet af. Vervolgens werd hij advocaat en specialiseerde zich in bedrijfsrecht. Hij vestigde zich in de Parijse voorstad Neuilly-sur-Seine, waar hij de politiek in ging.

## Politieke carrière

### Neuilly-sur-Seine
Hij was van 1977 tot 1983 gemeenteraadslid en van 1983 tot 2002 burgemeester van Neuilly-sur-Seine. Hij onderhandelde in 1993 tijdens de gijzeling van kinderen in een kleuterschool aldaar met de gijzelnemer over het vrijlaten van zijn gijzelaars. Daarbij kon hij verscheidene kinderen naar buiten brengen. De anderen werden door een eenheid van de politie, de RAID, bevrijd. De gijzelnemer kwam bij de interventie om.

### Partijvoorzitter
Hij was in 1999 tussentijds voorzitter van de Rassemblement pour la République RPR.

### Europees Parlement
Hij werd in mei 1999 aan het hoofd van de RPR-lijst verkozen tot Europees parlementslid, maar nam vier maanden later, in september al ontslag.

### Ministerschap
Sarkozy kreeg in 2002 zijn eerste ministerspost. Dit gebeurde al met al vrij laat in zijn carrière. De reden hiervoor is voornamelijk dat sinds 1995 Sarkozy op gespannen voet stond met zijn partijgenoot en toenmalig president Jacques Chirac. Sarkozy koos in de aanloop van de presidentsverkiezingen van 1995 niet het kamp van Chirac, maar van de toenmalige eerste minister en partijgenoot van Chirac, Édouard Balladur. Het geschil tussen Sarkozy en Chirac leidde tot spanning binnen de Union pour un Mouvement Populaire UMP, de partij die ontstaan was in 2002 uit een fusie tussen de gaullistische RPR van Chirac en de liberale Démocratie libérale DL van Jean-Pierre Raffarin.
Sarkozy was van mei 2002 tot het najaar van 2005 minister in de drie regeringen van Raffarin. Vanaf de verkiezingen van 2002 tot maart 2004 was hij minister van Binnenlandse Zaken. Na de herschikking van de regering Raffarin in maart 2004, ten gevolge van het slechte resultaat van de regeringspartijen in regionale verkiezingen, werd Sarkozy minister van Economie en Financiën. Hij nam in het najaar van 2004 ontslag als minister omdat hij was verkozen tot voorzitter van de UMP en president Chirac hem had gedwongen te kiezen tussen de functie van minister en die van partijvoorzitter.
Na de afwijzing van de EU-grondwet door de Franse bevolking diende Raffarin zijn ontslag in. Sarkozy en Dominique de Villepin werden minister in de regering. Nu combineerde Sarkozy alsnog de functies van partijvoorzitter en minister: hij werd opnieuw minister van Binnenlandse Zaken.
Hij noemde eind 2005 de relschoppende jongeren uit de Parijse voorsteden racaille, wat zoveel betekent als 'uitschot'. Er ontstond daarna in Frankrijk een hele heisa over het vreemdelingenbeleid. Het land werd vier weken lang elke avond en nacht door straatgeweld geteisterd, door brandende gebouwen en auto's en door geweld in het openbaar vervoer. Sarkozy had eerder al verklaard de banlieues van de grote steden, de buitenwijken, met een hogedrukreiniger van de welig tierende misdaad te willen zuiveren.
Sarkozy was in aanloop naar de presidentsverkiezingen van 2007 de enige kandidaat voor de voorverkiezingen van de UMP. Tijdens de verkiezingen zelf nam hij het als rechtse kandidaat tegen Ségolène Royal op, die op 16 november 2006 was gekozen als kandidate van de linkse PS. Sarkozy trad op 26 maart 2007 als minister af om zich op zijn presidentiële campagne te kunnen concentreren. Hij voerde die met de slogan travailler plus pour gagner plus: harder werken om meer te verdienen.

### Presidentschap
Hij eindigde in de eerste ronde van de Franse presidentsverkiezingen op 22 april 2007, op de eerste plaats, met 31,18 % van de stemmen, tegen 25,87 % voor Ségolène Royal. Na de tweede ronde, op 6 mei 2007, werd hij met 53,06 % van de stemmen uitgeroepen tot winnaar van de presidentsverkiezingen.
Zijn beëdiging voor een ambtstermijn van vijf jaar vond plaats op 16 mei 2007. Sarkozy werd de 23e president van Frankrijk en de zesde van de Vijfde Franse Republiek. Hij was de opvolger van Jacques Chirac, die dit ambt van 1995 tot 2007 had bekleed.
Het Élysée is de officiële woning van de president van Frankrijk. Sarkozy heeft er aan het begin van zijn mandaat veel gewoond, maar later woonde hij ook in Versailles.
Vanwege zijn presidentschap was Sarkozy tevens medestaatshoofd van Andorra in hoedanigheid van co-prins. De andere co-prins of medevorst, en aldus prins-bisschop van Andorra, was de bisschop van Urgell, destijds Joan Enric Vives i Sicília. Omdat geen van beide toenmalige prinsen in Andorra woont, en Andorra een eigen regering en parlement heeft, was hun rol volledig symbolisch.
Sarkozy maakte na zijn verkiezingsoverwinning in mei 2007 werk van het zoeken van steun voor de oprichting van de Unie voor het Middellandse Zeegebied, die de bestaande akkoorden tussen de Europese Unie en andere landen rond de Middellandse Zee zou vervangen en uitdiepen.
Sarkozy werd in januari 2008 benoemd tot honorair of erekanunnik van de basiliek Sint-Jan van Lateranen in Rome. Sarkozy nam als president afstand van een radicaler laïcisme, als eerste president sinds het aftreden van Charles de Gaulle. In die hoedanigheid viel hij ook op door zijn kritiek op het verlichtingsfundamentalisme en pleitte hij voor een open en verdraagzame houding jegens godsdienst in het openbaar leven. Hij liet op 23 februari 2008 zijn felicitaties overbrengen aan enkele pasgewijde priesters van het Instituut van de Goede Herder te Bordeaux en Rome, bij gelegenheid van hun wijding tot het priesterschap.
Frankrijk was in 1966 onder president De Gaulle uit de NAVO getreden. Het bleef daarna, zelfs nog toen Jacques Chirac president was, sceptisch tegenover de NAVO. Sarkozy besloot ondanks verzet van alle kanten om Frankrijk toch weer volledig lid van de NAVO te maken. Dat gebeurde op 4 april 2009.
Hij oogstte in de zomer van 2010 internationaal veel kritiek, onder andere van NGO's en Europese parlementsleden, op zijn uitwijzingspolitiek tegen de Roma-zigeuners. Hij moest in het najaar van 2010 het hoofd bieden aan acties die in Frankrijk werden gevoerd tegen zijn plannen om de pensioengerechtigde leeftijd van 60 naar 62 jaar te verhogen. De vakbonden, die de acties organiseerden, waren van mening dat de werknemers een te lange periode moesten werken: 41 jaar, om een volledig pensioen op te bouwen. De Senaat nam op 22 oktober van dat jaar de wet over deze verhoging van de pensioengerechtigde leeftijd aan.
Het was lange tijd onduidelijk of Sarkozy zich bij de Franse presidentsverkiezingen van 2012 herkiesbaar zou stellen, maar hij deed dat ten slotte toch. Er deden tien kandidaten in de eerste ronde van de verkiezingen op 22 april 2012 mee. François Hollande, van de PS, en Sarkozy kregen de meeste stemmen, respectievelijk 28,63 % en 27,18 %, waarmee zij de tweede ronde bereikten. In het televisiedebat, voorafgaand aan deze tweede ronde, hield Sarkozy Hollande voor dat het in Frankrijk, in vergelijking met de andere landen in Europa, sinds 2009 goed ging. In de tweede ronde op 6 mei 2012 verloor Sarkozy en werd Hollande met 51,67 % van de stemmen uitgeroepen tot winnaar. Sarkozy droeg op 15 mei het presidentschap officieel aan Hollande over.

### Na het presidentschap
Daarna heeft Sarkozy zich gedurende enkele jaren grotendeels uit het openbaar leven teruggetrokken. Omdat hij president van Frankrijk is geweest, had hij het recht om zitting te nemen in de Franse Grondwettelijke Raad, le Conseil Constitutionnel, maar begin 2013 gaf hij zijn plaats daar al op.
Er werden in het begin van 2014 telefoongesprekken openbaar gemaakt, die Sarkozy had gevoerd toen hij nog president was en die waren afgeluisterd. Daarin liet hij zich kritisch uit over zijn ministers. Afgeluisterde gesprekken in de privésfeer mochten echter volgens de wet niet meer worden vrijgegeven, en een rechter gaf hem vervolgens gelijk.
Hij maakte op 19 september 2014 bekend opnieuw partijleider van de UMP te willen worden. Tevens liet Sarkozy weten presidentskandidaat te zijn voor de Franse presidentsverkiezingen van 2017. Omdat de naam UMP als partij inmiddels imagoschade had opgelopen, werd er op zijn initiatief, toen hij succesvol voorzitter geworden was, in mei 2015 een naamswijziging met nieuwe statuten voorgesteld. Deze werd vervolgens door het partijbestuur en de militanten goedgekeurd, waardoor de nieuwe naam Les Républicains LR officieel een feit werd.
Sarkozy kondigde op 2 juli 2016 aan dat hij weer kandidaat was voor de Franse presidentsverkiezingen van 2017. Om die reden trad hij als voorzitter van Les Républicains af. Hij werd echter in de eerste verkiezingsronde van de LR verslagen en kon daardoor in 2017 in geen geval meer nog een keer als president worden gekozen.
In 2023 publiceerde hij zijn memoires, waarin hij kritiek leverde op de Amerikaanse en Europese steun aan Oekraïne. Hij toonde begrip voor de Russische angst voor omsingeling, keerde zich tegen een Oekraïens lidmaatschap van de NAVO en de Europese Unie en pleitte voor een neutrale status van het land.

### Rechtszaken

#### Vervolging voor corruptie
Het Franse nationaal financieel parket beschuldigde Sarkozy in 2017 van corruptie en machtsmisbruik. Sarkozy werd er door het parket van beschuldigd dat hij in 2014, via zijn advocaat Thierry Herzog, van Gilbert Azibert in ruil voor een baan in Monaco vertrouwelijke informatie over de 'affaire Bettencourt' had aangenomen. Azibert was toentertijd advocaat-generaal bij het Franse Hof van Cassatie. Die affaire draaide rond illegale campagnefinanciering die Sarkozy in 2007 zou verkregen hebben van Liliane Bettencourt, de inmiddels overleden erfgename van het cosmeticaconcern L’Oréal. In de affaire Bettencourt werd Sarkozy in 2013 overigens buiten vervolging gesteld. De zaak met Azibert zou aan het licht zijn gekomen door het afluisteren van Sarkozy's telefoongesprekken in een ander onderzoek naar illegale campagnefinanciering die Sarkozy zou hebben verkregen van voormalig Libisch dictator Khadaffi. In de zaak met Azibert werd Sarkozy in maart 2018 verwezen naar een Franse correctionele rechtbank, waartegen hij echter beroep instelde. Het cassatieberoep tegen de verwijzing werd in juni 2019 definitief verworpen, waardoor de zaak later in 2019 alsnog voor de rechtbank zou komen.
Eind november ging in Parijs het proces tegen Sarkozy, Herzog en Azibert van start. Bij de aanvang van het proces hield Sarkozy zijn onschuld staande en sprak van een "politieke afrekening". Het was de eerste keer dat een Franse ex-president zich voor een rechtbank moest verantwoorden op beschuldiging van corruptie. Op het proces eiste het parket een gevangenisstraf van 4 jaar, waarvan 2 jaar met uitstel, voor zowel Sarkozy, Herzog als Azibert. Voor Herzog eiste het parket ook een beroepsverbod van 5 jaar.
De rechtbank deed op 1 maart 2021 uitspraak. Alle drie verdachten Nicolas Sarkozy, Thierry Herzog en Gilbert Azibert werden veroordeeld tot drie jaar celstraf, waarvan twee jaar voorwaardelijk. Volgens de rechter waren ze zich "volledig bewust van het frauduleuze karakter van hun handelingen". Hoger beroep stond voor hen nog open. Op 18 december 2024 werd het vonnis in cassatie bevestigd. Het jaar gevangenisstraf mag de voormalig president thuis uitdienen met een enkelband.

#### Campagnefinanciering
Sarkozy werd in september 2021 opnieuw veroordeeld: hij kreeg een jaar gevangenisstraf wegens illegale financiering van zijn presidentscampagne in 2012, Er werd tweemaal zoveel geld uitgegeven als wettelijk toegestaan en dit werd met opzet fout in de boekhouding verwerkt. Dit werd de "Bygmalion-affaire". Op 17 mei 2023 heeft het gerechtshof in Parijs het hoger beroep in de corruptiezaak afgewezen. Sarkozy kan het resterende jaar van de straf thuis uitzitten met een elektronische enkelband.

## Huwelijken
Sarkozy trouwde op 23 september 1982 met Marie-Dominique Culioli, de dochter van een apotheker uit Vico. Charles Pasqua was getuige bij het huwelijk. Het echtpaar kreeg twee zonen: Pierre in 1985 en Jean in 1986.
Toen Sarkozy in 1984 burgemeester van Neuilly was, ontmoette hij Cécilia Ciganer-Albéniz. Sarkozy voltrok als burgemeester haar huwelijk met de televisiepresentator Jacques Martin, bij wie ze twee kinderen kreeg. Cécilia verliet Martin echter in 1988 voor Sarkozy. Sarkozy hertrouwde in oktober 1996 met Cécilia, nadat hij van zijn eerste vrouw was gescheiden. Uit dit tweede huwelijk werd in 1997 een zoon, Louis, geboren. Tien jaar later, in het voorjaar van 2007, kwamen er geruchten op gang dat hun huwelijk niet goed meer liep. Zo was Cécilia niet actief in zijn verkiezingscampagne voor het presidentschap en stemde ze in de tweede verkiezingsronde niet op hem. Ze liet bij een staatsbezoek aan de Amerikaanse president Bush grotendeels verstek gaan en bij een soortgelijk bezoek aan Libië was ze helemaal niet van de partij. Er werd op 18 oktober 2007 officieel bekendgemaakt dat ze die dag waren gescheiden.
Er verschenen op 17 december 2007 foto's in de Franse pers van Nicolas Sarkozy met fotomodel en zangeres Carla Bruni. Het stel trouwde op 2 februari 2008 en kreeg op 19 oktober 2011 een dochter: Giulia.

## Onderscheidingen

Wapenschild als Vliesridder

- Frankrijk: Grootkruis en Grootmeester van het Legioen van Eer. Deze werd op 15 juni 2025 ingetrokken wegens eerdere strafrechtelijke veroordeling.[21]
- Frankrijk: Grootkruis van de Nationale Orde van Verdienste. Deze werd op 15 juni 2025 ingetrokken wegens eerdere strafrechtelijke veroordeling.[21]
- Vaticaanstad: Erekanunnik van St-Jan van Lateranen
- Spanje: Keten in de Orde van Karel III, door ZM de Koning van Spanje
- Spanje: Ridder in de Orde van het Gulden Vlies, door ZM de Koning van Spanje
- België: Commandeur in de Leopoldsorde, 2004
- Verenigd Koninkrijk: Honorair Ridder Grootkruis in de Orde van het Bad, door HM Koningin Elizabeth II
- Monaco: Grootkruis in de Orde van Sint-Karel, door ZDH Prins Albert II
- Brazilië: Grootkruis in de Orde van het Zuiderkruis

## Publicaties
- Georges Mandel, le moine de la politique, 1994
- met M Denisot, Au bout de la passion, l'équilibre... , 1995.
- Libre, 2001
- La République, les religions, l'espérance, 2004
- Témoignage, 2006
- Ensemble, 2007
- La France pour la vie, 2016
- Tout pour la France, 2016
- Passions, 2019
- Le Temps des Combats, 2023 - ISBN 978-2213726489. Vertaald als: Tijden van confrontatie. Spectrum, 2024. ISBN 9789000392810.

## Film
- La Conquête, een speelfilm uit 2011 over de carrière van Sarkozy

- Bibsys: 7056845
- Biblioteca Nacional de España: XX1798142
- Bibliothèque nationale de France: cb12387508f (data)
- Catàleg d'autoritats de noms i títols de Catalunya: 981058516814506706
- CiNii: DA08737447
- Gemeinsame Normdatei: 119343487
- International Standard Name Identifier: 0000 0001 2283 6296
- Library of Congress Control Number: no94036859
- Nationale Bibliotheek van Letland: 000207275
- Bibliotheek van het Japanse parlement: 01164831
- Nationale Bibliotheek van Tsjechië: js20050822008
- Nationale Bibliotheek van Israël: 987007301454005171
- Nationale Bibliotheek van Polen: a0000002036465
- Nationale en Universitaire bibliotheek Zagreb: 000507513
- Nederlandse Thesaurus van Auteursnamen: 272604208
- Parlement.com: vi0w2tg1f6zs
- Istituto Centrale per il Catalogo Unico: PUVV120195
- Système universitaire de documentation: 032946996
- Virtual International Authority File: 102308054
- WorldCat: E39PBJkHkmxtfXPkdj4YPckCcP

Lodewijk Napoleon Bonaparte · Louis Jules Trochu · Adolphe Thiers · Patrice de Mac Mahon · Jules Grévy · Marie François Sadi Carnot · Jean Casimir-Perier · Félix Faure · Émile Loubet · Armand Fallières · Raymond Poincaré · Paul Deschanel · Alexandre Millerand · Gaston Doumergue · Paul Doumer · Albert Lebrun · Vincent Auriol · René Coty · Charles de Gaulle · Georges Pompidou · Valéry Giscard d'Estaing · François Mitterrand · Jacques Chirac · Nicolas Sarkozy · François Hollande · Emmanuel Macron